# Felix qui potuit rerum cognoscere causas

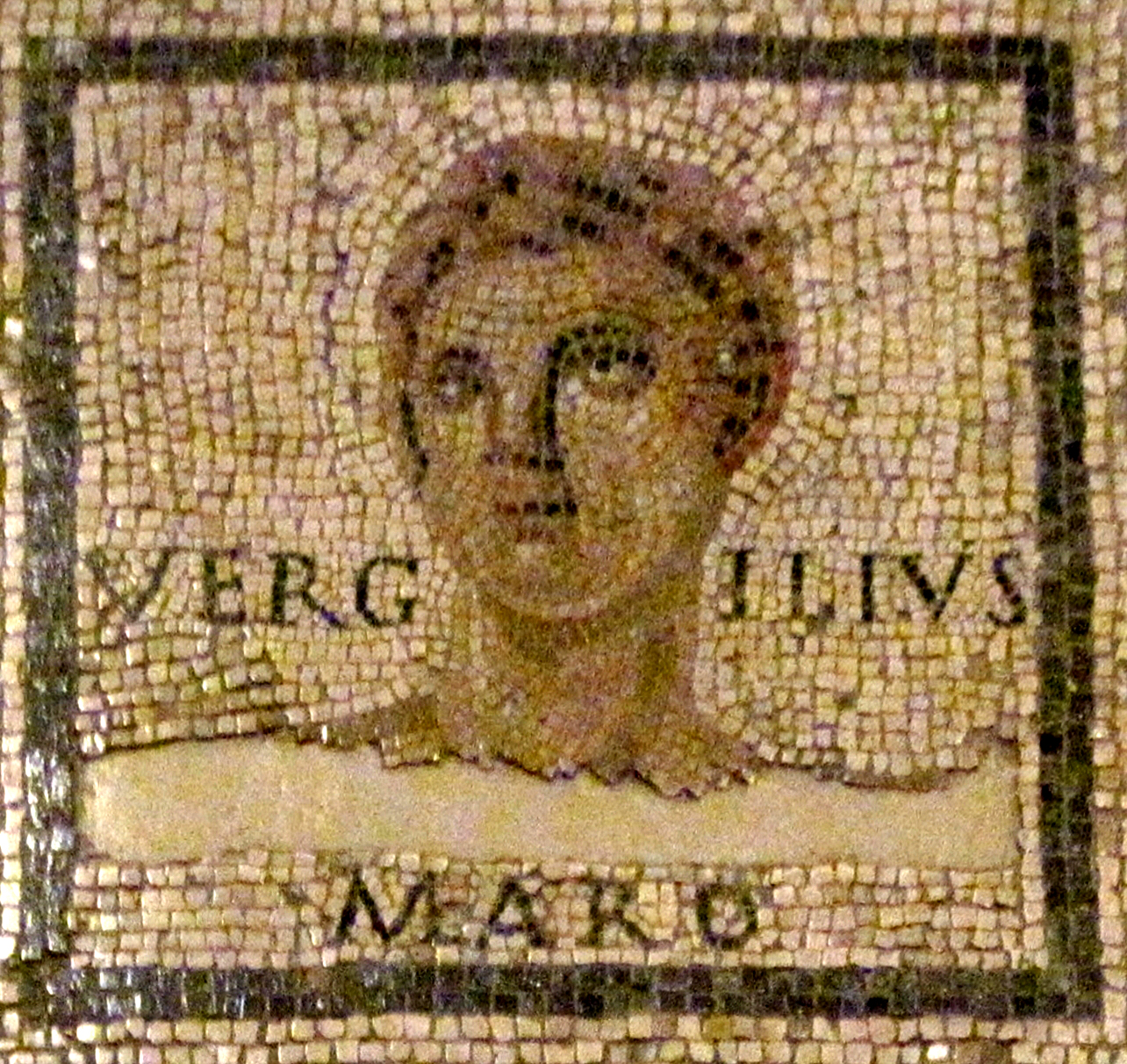
Rappresentazione di Virgilio (Monnus-Mosaic, Rheinisches Landesmuseum Treviri)

La locuzione latina Felix qui potuit rerum cognoscere causas, tradotta letteralmente, significa fortunato colui che ha potuto conoscere le cause delle cose. (Virgilio, Georgiche, lI, 489).
Virgilio chiama beato chi sa elevarsi oltre la mentalità ed i pregiudizi del volgo, spaziando in un'atmosfera superiore.

La vera sapienza è infatti definita in questo modo: "cognitio rei per causas" (Conoscenza della cosa attraverso le cause)
La locuzione è anche il motto della London School of Economics and Political Science, inscritto nel suo simbolo, come disegnato dai suoi fondatori (tutti membri della Fabian Society).